# Slide (serie televisiva)
Slide (reso graficamente SLiDE) è una serie televisiva australiana di genere teen drama trasmessa sul canale televisivo Fox8 dal 16 agosto al 18 ottobre 2011. La serie segue la vita e le gesta di cinque adolescenti che si fanno strada verso l'età adulta, nella città di Brisbane, Queensland, Australia. Nel febbraio 2012 la Fox8 annuncia di non voler realizzare una seconda stagione. 
La serie è multi piattaforma e incoraggia lo spettatore a visualizzare i contenuti extra online tramite applicazioni e social network come Facebook e Twitter. Web-episodi di eventi che si svolgono prima e dopo ogni episodio -intitolati Before e After Bits- sono disponibili sull'account YouTube ufficiale. La serie è la seconda serie multi-piattaforma della televisione australiana dopo Fat Cow Motel del 2004.
Il 16 agosto 2012, lo show ha debuttato sulla rete via cavo americana TeenNick.

## Trama
La serie racconta la storia di cinque adolescenti di Brisbane che si fanno strada dalla scuola alla vita adulta. Tammy ed Ed sono stati amici fin da quando avevano cinque anni. Luke conosce Ed dai tempi degli scout e di scuola, ma comincia a frequentare una nuova compagnia. Eva va a scuola con loro, ma continua a pensare solo a sé stessa. Loro trascorrono tutti i week end al The Valley, ascoltando musica, andando alle feste e facendo esperienze che non sono ancora pronti a fare. Quando Scarlett arriva da Melbourne nasce un'amicizia improbabile fra i cinque teenager.

## Cast e personaggi

### Principali
- Ed Newmann (Ben Schumann) è il protagonista della serie. Passa la maggior parte del suo tempo con Tammy Lane che è la sua migliore amica da quando aveva cinque anni. Da piccolo, lui era anche amico di Luke Gallagher, ma alcuni anni fa i due hanno iniziato a frequentare compagnie diverse. Ed è un geek che scopre di avere una cotta per Scarlett Carlyle quando si incontrano per la prima volta all'hotel del padre di lei dove Ed lavora. Il ragazzo è un po' goffo ed è abbastanza imbarazzato per essere ancora vergine durante i primi episodi, ma rimedia alla situazione con la sua vicina di cui all'inizio non gli importa nulla. Dopo aver cercato di ottenere un I.D. ed essere stato scoperto, riesce a entrare nel famigerato club "Duck Duck" quando Eva ruba un I.D. per lui ed Ed, travestendosi da ragazza transgender, viene lasciato entrare. All'ingresso, lui bacia spontaneamente il suo capo del lavoro al ristorante, cosa che aveva fatto prima quel giorno, provocando un bacio appassionato fra loro. Eva dorme con lui dopo che Ed si deprime per aver baciato un uomo e il ragazzo cerca di divertirsi. Nell'episodio 5, inizia a piacergli Eva dopo che i due passano insieme una notte senza chiudere occhio e non sa come approcciarla. Nell'episodio 7, Scarlett bacia Ed come regalo d'addio per lasciare inaspettatamente il gruppo. Nell'episodio 8, Ed perde la possibilità di ottenere un'auto e dice a Philipa: "Fottiti, sei stata il peggior sbaglio che io abbia mai fatto!". Nell'episodio 10, ammette di amare Tammy e ha un rapporto sessuale con lei a casa di Luke, poi scopre Tammy che sguscia fuori e ha un rapporto sessuale con Luke. Ed è estremamente preoccupato per il sesso che lo spinge a fare cose terribili ai suoi amici. Lui sembra di solito amichevole, fa una buona impressione, ma fa così tante cose stupide ai suoi amici da chiedersi perché restino suoi amici. Al momento, lui ricalca meglio lo stereotipo del surfista biondo rispetto a Luke.

- Tammy Lane (Gracie Gilbert) è la migliore amica di Ed, list maker e dura lavoratrice. Ha un eccentrico senso della moda, è un'aspirante giornalista di musica e frequenta concerti musicali al Valley. A lei non piace Scarlett e la paragona a un troll nel primo episodio. Tammy è frequentemente etichettata come una stereotipata brava ragazza, ma occasionalmente tenta di distruggere questa immagine di sé. Lei ha una cotta per Luke che la ricambia e la loro relazione prosegue per tutta la stagione. Con la sua maggior apertura mentale, lei crede di poter ottenere quello che vuole, se solo fosse sicura di sé come Scarlett. Nell'episodio 4 vede Luke provare gelosia verso gli altri uomini che la guardano, mentre entrambi lavorano a una festa dove lei viene chiamata "prostituta vestita in lycra". Loro finiscono nel club e finalmente prendono la decisione di stare insieme con grande gelosia di Scarlett. Nell'episodio 6 lei rompe con Luke perché lui aveva avuto un rapporto sessuale con Scarlett a casa di Tammy nell'episodio 3, mentre nell'episodio 8 lei dichiara il suo amore ad Ed solo per essere gettata via come uno straccio. Nell'episodio 10, lei vuole perdere la sua verginità dopo che la scuola è finita così va a casa di Luke, ma perde la verginità con Ed. Più tardi lei sguscia fuori e ha un rapporto sessuale con Luke durante il quale Eva li sorprende.

- Scarlett Carlyle (Emily Robins) è il personaggio femminile centrale della serie e si comporta di proposito come una ragazza viziata che vive in un hotel meraviglioso. Originaria di Melbourne, a causa dei suoi modi fastidiosi e delle sue bravate, sua madre la spedisce a vivere con suo padre all'hotel Urban a Brisbane. Dato che il padre è costantemente impegnato con il lavoro, lei prova ad essere cattiva per ottenere qualche attenzione da lui. Dopo l'incontro con Ed nell'episodio 1, lei gli organizza una festa di compleanno, dicendogli di invitare un mucchio di gente popolare. Quando tutti arrivano, Ed e Tammy non si trovano da nessuna parte e la festa va fuori controllo dopo che Luke invita qualcuno che conosce a unirsi a loro. Dopo che una poltrona in fiamme cade dall'attico dell'hotel, lei ha una accesa discussione col padre perché ogni attenzione è buona per lei. Nell'episodio 3 prova a competere per ottenere anche le attenzioni di Luke, ma lei nota che lui si è infatuato di Tammy così cerca continuamente di sedurlo per avere attenzioni da lui.

- Eva Lee (Adele Perovic) è una ragazza rude e ribelle con capelli rosa e una faccia da "ora ti prendo a parolacce". Conosciuta per essere un lupo solitario, trova conforto nell'arte che lei crea illegalmente in tutta Brisbane. Conosciuta anche per ribellarsi all'autorità, dice sempre la verità senza trattenersi. Dopo aver volontariamente passato la notte con Ash (che incontra nell'episodio 3), scopre di non essere rude come pensava e che il suo ritrovato amico possa essere esattamente ciò di cui ha sempre avuto bisogno. Eva è adottata e in un episodio incontra il suo fratello biologico e sta per incontrare la sua madre biologica, ma alla fine non vuole più vederla. Nell'ultimo episodio, sorprende Luke e Tammy mentre hanno un rapporto sessuale.

- Luke Gallagher (Brenton Thwaites) è il surfista attraente e popolare con cui tutte vogliono uscire. Dopo l'incontro con Tammy, si sente profondamente attratto da lei. Non avendo mai provato nulla di simile, è insicuro su come approcciarla anche perché lei è molto diversa dalle altre ragazze con cui è solito uscire. Dopo essersi ingelosito degli altri uomini che fissavano Tammy a una festa in cui lavoravano lui, Tammy ed Ed, Luke capisce di non poter lasciarsi scappare un'occasione come quella e le apre il suo cuore. Anche se nel famigerato night club "Duck Duck", lui la bacia dopo molta tensione sessuale nel corso dei primi episodi, si ritaglia del tempo per un'altra relazione. I genitori di Luke sono morti quando era più giovane e ora vive con il fratello maggiore, Dylan. Nel penultimo episodio Luke ha un incidente stradale dove subisce un trauma cranico e Tammy lo aiuta a superare il brutto momento. Nell'ultimo episodio, il ragazzo ha un rapporto sessuale con lei, non sapendo che Tammy aveva appena avuto un rapporto sessuale con Ed.

### Ricorrenti
- Hayley Magnus interpreta Philipa – La vicina di casa di Tammy ed Ed. Alla fine del secondo episodio,lei ed Ed si baciano appassionatamente e in una clip del sito web di SLiDE si scopre che i due hanno avuto un rapporto sessuale. Lei è strana e ossessionata da Ed. Nell'episodio 8 dopo che Ed la insulta, Philipa diffonde per vendetta un video, registrato all'insaputa del ragazzo, nel quale hanno un rapporto sessuale nel centro commerciale.
- Ben Oxenbould interpreta Tony Carlyle – Il ricco padre di Scarlett proprietario di un hotel. Lui e Scarlett hanno un rapporto molto freddo. In un episodio, Scarlett scopre che i suoi genitori divorziati stanno gestendo un affare e usa la sua scoperta come mezzo per ottenere ciò che vuole.
- Steve Rodgers interpreta Pete Newman – Il padre di Ed.
- Rebecca Frith interpreta Rebecca Newman – La madre di Ed.
- Roz Hammond interpreta Rosie Lane – La madre di Tammy di professione musicista.
- Wesley Ambler interpreta Charli Lane – L'effeminato fratello più giovane di Tammy.
- Mitzi Ruhlmann interpreta Annabel Cartwright – Una studentessa più giovane del gruppo di scuola che Scarlett incontra in punizione. Nell'episodio 2, si scopre che sua madre è una prostituta, ma Annabel non è a conoscenza della vera professione della madre e la crede un'organizzatrice di eventi.
- Lincoln Lewis interpreta Dylan Gallagher – Il fratello maggiore di Luke. Nel web-episodio di Luke sul sito di SLiDE si scopre che lui fa baldoria tutta la notte e dorme tutto il giorno. Dylan è un pompiere e sembra essere molto irascibile e violento. E vuole vendere la casa della sua famiglia per un problema col gioco d'azzardo che si scopre in seguito. Ma alla fine, Dylan decide di andarsene senza vendere l'abitazione e Luke di restare a vivere nella casa.
- Damon Gameau interpreta Ash – Un produttore musicale di cui Eva si innamora. Essi hanno un rapporto sessuale in una spiaggia artificiale a South Bank e in seguito si scopre che è sposato. Ash ritorna nell'episodio 6 quando Eva teme di essere incinta di lui.

## Produzione
La serie è una co-produzione tra Hoodlum e Playmaker Media per Foxtel. Attraverso la suddivisione frammentaria, l'attuale serie televisiva è concepita come un drama multipiattaforma televisione/online per FOX8 ed è supportata dalla compresenza di media online e social per comunicare con il pubblico, includendo anche un graphic novel che coincide con gli eventi della serie. La serie è stata commissionata come parte dell'iniziativa di Foxtel di produrre più serie australiane ed incoraggiare la produzione australiana in altri canali via cavo in Australia.
Proiezioni iniziali del primo episodio della serie sono state descritte come "divertenti e senza paura" e sono state definite una versione più ottimista della serie britannica Skins. La Fox8 ha commissionato dieci episodi per la prima stagione, il più grande progetto che la Fox8 abbia mai commissionato.

## Critica
Molti articoli e blog hanno paragonato la serie alla serie britannica Skins. Il blog TV Tonight ha detto circa la serie, "è difficile non vederla come la versione australiana di Skins. Ma questa ha un tono più leggero anche se meno emotivo".

## Episodi
| Stagione       | Episodi | Prima TV originale | Prima TV Italia |
| -------------- | ------- | ------------------ | --------------- |
| Prima stagione | 10      | 2011               |                 |